# Proteoteras
Proteoteras es un género de polillas tortrícidas perteneciente a la tribu Eucosmini, de la subfamilia Olethreutinae, orden Lepidoptera. Fue descrito por Riley en 1881.

## Especies
- Proteoteras aesculana Riley, 1881
- Proteoteras arizonae Kearfott, 1907
- Proteoteras crescentana Kearfott, 1907
- Proteoteras implicata Heinrich, 1924
- Proteoteras moffatiana Fernald, 1905
- Proteoteras naracana Kearfott, 1907
- Proteoteras obnigrana Heinrich, 1923
- Proteoteras willingana (Kearfott, 1904)